# Josefine Rutkowski
Josefine Rutkowski (* 1989 in Meiningen) ist eine deutsche Triathletin und Langstreckenläuferin. Sie wurde 2019 Deutsche Meisterin auf der Triathlon-Mitteldistanz ihrer Altersklasse (AK) und der Triathlon-Langdistanz (Ironman) in der AK F30–34.

## Werdegang
Josefine Rutkowski stammt aus einer sportlichen Familie. Sie ist Mitglied in den Vereinen Radsportverein (RSV) Blau-Weiß Meiningen und dem PSV Meiningen (Leichtathletik). Sie studierte an der Universität Erfurt Pädagogik und war dort als Langstreckenläuferin Teil der Leichtathletikgruppe. Sie bestreitet neben dem Triathlon auch den Duathlon sowie Langstreckenläufe wie den Marathonlauf, den Berglauf und den Volkslauf.
Der Durchbruch als erfolgreiche Triathletin gelang ihr 2019, als sie in ihrer Altersklasse Deutsche Meisterin in der Mitteldistanz in Heilbronn und im Ironman Hamburg Dritte bei der Deutschen Meisterschaft auf der Langdistanz wurde.
2021 erreichte sie bei der Europameisterschaft auf der Triathlon-Langdistanz in Frankfurt am Main den siebten Platz im Gesamteinlauf und den zweiten Platz in ihrer Altersklasse 30–34 der Amateurwertung. 2022 errang Josefine Rutkowski den Thüringer Meistertitel im Triathlon über die olympische Distanz.
Ab 2019 erkämpfte sie sich bisher dreimal die Teilnahme an der Triathlon-Weltmeisterschaft Ironman World Championship, die bei ihr zweimal auf Hawaii und einmal in St. George in Utah stattfanden. Hier belegte sie in ihrer Altersklasse bei den Frauen 2019 den 31. Platz (gesamt 155.), 2021/22 den achten Platz (gesamt 50.) und 2022 den 54. Platz (gesamt 280.).
Im Age Group Ranking der All World Athletics (AWA) erreichte sie für das Jahr 2020 den Status „Gold“ (13.420 Punkte, Rang zwei nach der Australierin Helen Morgan in der AK 30–34) und für das Jahr 2023 den Status „Silber“ (7733 Punkte).
Sie ist seit 2024 liiert mit dem zwei Jahre älteren Extremsportler Jonas Deichmann (* 1987).

## Erfolge
| Datum/Jahr    | Rang | Wettbewerb           | Austragungsort | Zeit     | Bemerkung                                                                                       |
| ------------- | ---- | -------------------- | -------------- | -------- | ----------------------------------------------------------------------------------------------- |
| 2. Juli 2023  | 1    | Werrataltriathlon    | Immelborn      | 02:10:17 | Olympischer Triathlon                                                                           |
| 10. Juli 2022 | 1    | Werrataltriathlon    | Immelborn      | 02:08:47 | Thüringer Meisterin – olympischer Triathlon                                                     |
| 28. Mai 2022  | 1    | neuseenMan           | Leipzig        | 04:26:44 | Mitteldistanz                                                                                   |
| 19. Mai 2019  | 4    | Challenge Heilbronn  | Heilbronn      | 04:44:30 | Deutsche Meisterin in der AK F30–34 in der Mitteldistanz, Zweite nach der Britin Tara Grosvenor |
| 15. Juli 2017 | 1    | Triathlon Velbert    | Velbert        | 01:04:46 | Sprintdistanz                                                                                   |
| 14. Aug. 2016 | 46   | Ironman 70.3 Germany | Wiesbaden      | 05:34:42 | Mitteldistanz, beste Deutsche in der AK F25–29                                                  |

| Datum/Jahr    | Rang | Wettbewerb                                       | Austragungsort    | Zeit     | Bemerkung                                                                                               |
| ------------- | ---- | ------------------------------------------------ | ----------------- | -------- | --- |
| 25. Juni 2023 | 37   | Challenge Roth                                   | Roth              | 09:57:12 | persönliche Bestzeit und beste Deutsche der AK F30–34                                                   |
| 6. Okt. 2022  | 280  | Ironman Hawaii                                   | Hawaii            | 11:25:11 | fünftbeste Deutsche AK F30–34                                                                           |
| 7. Mai 2022   | 50   | Ironman Championship                             | St. George, Utah  | 11:04:39 | 2. Platz AK F30–34                                                                                      |
| 15. Aug. 2021 | 7    | Ironman Germany                                  | Frankfurt am Main | 10:17:46 | 2. Platz AK F30–34, 7. Platz Gesamteinlauf (Europameisterschaft)                                        |
| 12. Okt. 2019 | 155  | Ironman Hawaii                                   | Hawaii            | 10:58:29 | viertbeste Deutsche der Altersklasse F30–34, erster WM-Start                                            |
| 28. Juli 2019 | 3    | DTU Deutsche Meisterschaft Triathlon Langdistanz | Hamburg           | 10:03:27 | mit dem siebten Rang im Ironman Hamburg; Siegerin AK F30–34                                             |
| 30. Juni 2019 | 15   | Ironman Germany                                  | Frankfurt am Main | 10:38:31 | zweitbeste Deutsche AK F30–34                                                                           |
| 28. Juli 2018 | 16   | Ironman Hamburg                                  | Hamburg           | 09:19:00 | Der Wettkampf wurde wegen der Witterung nur als Duathlon ausgetragen; viertbeste Deutsche der AK F25–29 |

| Datum/Jahr    | Rang | Wettbewerb              | Austragungsort | Zeit     | Bemerkung |
| ------------- | ---- | ----------------------- | -------------- | -------- | --------- |
| 3. Okt. 2020  | 1    | Rennsteig-Herbstlauf    | Masserberg     | 01:34:32 | 20 km     |
| 3. Okt. 2018  | 1    | Meininger Citylauf      | Meiningen      | 00:40:02 | 10 km     |
| 20. Mai 2017  | 4    | GutsMuths-Rennsteiglauf | Rennsteig      | 03:23:22 | Marathon  |
| 31. Dez. 2016 | 1    | Silvesterlauf Meiningen | Meiningen      | 00:41:44 | 10 km     |